# 戈氏岩鹀
戈氏岩鹀（学名：Emberiza godlewskii），也称灰眉岩鹀，俗名灰眉子、灰眉雀，是雀形目鹀科的一种鸟类。
2022年，“中国鸟类名录”10.0版采用较常见的名称，将戈氏岩鹀的中文名修改为灰眉岩鹀。

## 特征
戈氏岩鹀体重约19克，翼长约83.6毫米，嘴峰长约12.9毫米，喙宽度约4.4毫米，喙厚度约5.6毫米，跗蹠长约18.6毫米，尾长约89.2毫米。戈氏岩鹀是部分迁徙的鸟类，其栖息在半开放的灌木丛中，食性为杂食性，主要食物来源是植物的干果或种子。

## 亚种
- 新疆亚种 ：分布于新疆塔里木盆地，该亚种的模式产地在Nargn, Turkestan。[5]
- 指名亚种 ：分布于蒙古到中国西北部，该亚种的模式产地在西伯利亚。[6]
- 华北亚种 ：分布于蒙古南部至湖北、陕西和四川西北部，该亚种的模式产地在秦岭。[7]
- 青藏亚种 ：分布于西藏至四川西部和青海南部，该亚种的模式产地在澜沧江上游的杂楚河。[8]
- 西南亚种 ：分布于西藏东南部至缅甸北部、云南北部、四川东北部和湖北西部。该亚种的模式产地在云南大理。[9][10]